# Pollenia angustigena
Pollenia angustigena este o specie de muște din genul Pollenia, familia Calliphoridae, descrisă de Wainwright în anul 1940. Conform Catalogue of Life specia Pollenia angustigena nu are subspecii cunoscute.